# Pravovjerje (Chesterton)
Pravovjerje (eng. izvornik: Orthodoxy), djelo iz 1908. čuvenog engleskog pisca, pjesnika, novinara i dramatičara Gilberta Keitha Chestertona. Zamišljena je kao pandan knjizi Heretici, da uz negativnu stranu izrazi i onu pozitivnu. Mnogi su se kritičari žalili na knjigu pod naslovom Heretici, jer ona samo kritizira tekuće filozofije ne nudeći nikakvu alternativnu filozofiju. Ova je knjiga pokušaj da se odgovori na taj izazov. Ona je neizbježno afirmativna i stoga neizbježno autobiografijska. Pisac je bio naveden na donekle isti problem kakav je bio i onaj koji je mučio Newmana, dok je pisao svoje djelo "Apologia"; bio je prisiljen biti egoističan samo kako bi bio iskren. Dok je sve drugo možda različito, motiv je u oba slučaja isti. Piščev je cilj pokušati objasniti, ne to da li bi se u kršćansku religiju moglo vjerovati, već to kako je on sam došao do toga da u nju vjeruje. Knjiga je stoga pripremljena na sigurnom načelu pitanja i odgovora. Ona se kao prvo bavi svim pojedinačnim i iskrenim razmišljanjima samoga pisca, a zatim i svom iznenađujućom duhovnom profinjenošću kojom je na njih sasvim nepredvidivo odgovorila kršćanska teologija. Pisac na to gleda kao na dostizanje osvjedočene vjere. No, ako to nije to, onda je barem ponovljena i začudna koincidencija. Na hrvatski su ju preveli Velko Zlodre Lučić i Neven Dužanec.